# 安達清
安達 清（あだち きよし、1914年〈大正3年〉6月30日 - 没年不明）は、日本の陸上競技選手。1936年ベルリンオリンピックに棒高跳で出場し6位入賞。

## 経歴
早稲田大学出身。
1933年、日本陸上競技選手権大会の走高跳で優勝（1m90）。
1936年、ベルリンオリンピックに参加。棒高跳種目に出場した日本選手は西田修平（早稲田大学OB）・大江季雄と安達の3人で、3人とも決勝に進んだ。西田・大江は「友情のメダル」のエピソードで知られるが、安達も4m00を跳んで6位に入賞している。
1937年、日本陸上競技選手権大会の棒高跳で優勝（4m00）。また、同年には関東学生陸上競技対校選手権大会の100メートルハードルで優勝している。
1939年4月11日、土師清二（本名・赤松静太）の長女との結婚・養子縁組を行い、赤松姓となる。

## 備考
- 瀬戸内市体育協会では「安達清記念棒高跳競技会」を開催している（瀬戸内市陸上競技記録会と兼催）[13]